# Parador de Vilalba

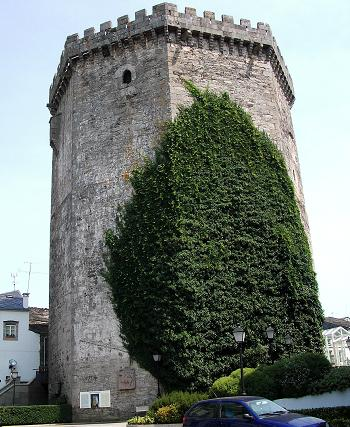
Torre del Homenaje

Der Parador de Vilalba in Vilalba, einer Stadt in der Provinz Lugo der Autonomen Gemeinschaft Galicien (Spanien), ist ein Parador, der in den 1960er Jahren eröffnet wurde. Der zum Parador gehörige Bergfried (genannt Torre del Homenaje) aus dem 15. Jahrhundert ist ein geschütztes Baudenkmal.

## Geschichte
Villalba ist die Hauptstadt der fruchtbaren Region Terra Chá. Um 1360 übergab Pedro I. die Burg und die Herrschaft über die Stadt an Don Fernán Pérez de Andrade als Belohnung für seine kriegerischen Heldentaten. Von der Burg ist heute nur noch der Turm aus dem 15. Jahrhundert erhalten, in dem sich sechs Zimmer des Vier-Sterne-Hotels befinden. Daneben wurde ein neues Steingebäude im Landhausstil errichtet, wo sich die restlichen Zimmer und das Restaurant befinden.